# 류전윈
류전윈(중국어 간체자: 刘震云, 정체자: 劉震雲, 병음: Liú Zhènyún, 1958년 5월 ~ )은 중화인민공화국의 소설가이다. 2011년 중국 공산당의 마오둔 문학상 수상작인 《말 한 마디 때문에》 등을 지었다.

## 생애
류전윈은 1958년 5월에 중화인민공화국 허난성 신샹시 옌진현에서 태어났으며 1973년에 마을을 떠나 중국 인민해방군에 입대하여 복무했다. 1978년에는 베이징 대학에 들어간다. 1982년에 대학을 졸업한 이후에 《농민일보》 기자로 근무했고 1989년에 소설집 《타푸》(塔铺)를 발표하면서 등단했다. 베이징 사범대학에서 대학원을 다니며 소설 창작을 배웠다.
인민해방군 출신의 작가 류전윈의 장편 소설 《말 한 마디 때문에》(一句頂一萬句), 《나는 남편을 죽이지 않았다》(我不是潘金蓮)는 중화인민공화국에서 많은 책을 판매했다. 《말 한 마디 때문에》는 2011년에 중국 공산당의 마오둔 문학상을 수상했다. 그 외에 《새로운 전란》(新兵連), 《단위》(單位), 《닭털 같은 나날》(一地鷄毛), 《1942년을 돌아보다》(溫故一九四二) 등의 중편 소설을 썼다.